# Episodi di Web Therapy (prima stagione)
La prima stagione della serie televisiva Web Therapy è stata trasmessa in prima visione negli Stati Uniti d'America da Showtime dal 19 luglio al 20 settembre 2011.
In Italia la stagione è stata trasmessa in prima visione da LA7d dal 9 novembre 2012 al 1º febbraio 2013.
| nº | Titolo originale       | Titolo italiano        | Prima TV USA      | Prima TV Italia  |
| -- | ---------------------- | ---------------------- | ----------------- | ---------------- |
| 1  | Click to Start         | Click to Start         | 19 luglio 2011    | 9 novembre 2012  |
| 2  | Desperate Measures     | Desperate Measures     | 26 luglio 2011    | 16 novembre 2012 |
| 3  | Shrink Rap             | Shrink Rap             | 2 agosto 2011     | 23 novembre 2012 |
| 4  | Public Relations       | Public Relations       | 9 agosto 2011     | 30 novembre 2012 |
| 5  | Shrinking and Growing  | Shrinking and Growing  | 16 agosto 2011    | 7 dicembre 2012  |
| 6  | We've Got a Secret     | We've Got a Secret     | 23 agosto 2011    | 14 dicembre 2012 |
| 7  | Exposed!               | Exposed!               | 30 agosto 2011    | 11 gennaio 2013  |
| 8  | Psychic Analysis       | Psychic Analysis       | 6 settembre 2011  | 18 gennaio 2013  |
| 9  | Whistle While You Work | Whistle While You Work | 13 settembre 2011 | 25 gennaio 2013  |
| 10 | Strange Bedfellows     | Strange Bedfellows     | 20 settembre 2011 | 1º febbraio 2013 |